# 台東区立田原小学校
台東区立田原小学校（たいとうくりつ たわらしょうがっこう）は、東京都台東区雷門1丁目にある公立小学校。

## 沿革
- 1911年（明治44年）4月1日 - 田原尋常小学校開校[1]。
- 1930年（昭和5年）3月26日 - 校舎竣工[2]。
- 1947年（昭和22年）4月  - 学制改革により、田原小学校と改称[2]。
- 1985年（昭和60年）7月20日 - 校舎完成。
- 1997年（平成9年）8月 - 外壁補修工事実施[3]。
- 2022年（令和4年） - 校舎大規模改修開始[4]。

## 通学区域
東京都台東区教育委員会によって指定されている田原小学校の通学区域は、以下の通り。
- 雷門一丁目（全域）
- 雷門二丁目（全域）
- 駒形一丁目（全域）
- 駒形二丁目（全域）
- 寿三丁目（全域）
- 寿四丁目（全域）

## 進学先中学校
公立中学校に進学する場合は次の1校が東京都台東区教育委員会により指定されている。
- 台東区立浅草中学校

## 周辺
- 台東区立田原幼稚園 - 同一建物内でかつ、進学前幼稚園のひとつ。
- 台東区立田原公園 - 敷地が隣接。
- 東京都道463号上野月島線
- 東京メトロ銀座線 - 学校付近では、都道463号線の地下を通る。
  - 田原町駅
- 東京都台東都税事務所
- セブンイレブン台東雷門1丁目店
- 浅草郵便局
- このほか、中小規模のマンション・アパートや医療機関なども点在する。

## アクセス
- 東京メトロ銀座線田原町駅から、 徒歩2分。
- 東武鉄道伊勢崎線浅草駅から、徒歩7分。
- 都営地下鉄浅草線浅草駅から、徒歩6分。
- 首都圏新都市鉄道つくばエクスプレス線浅草駅から、徒歩5分。
- 都営バス
  - 「上46」（上野松坂屋-南千住駅東口）で、 「浅草寿町」バス停下車後、徒歩2分。
  - 「草63」（浅草雷門-池袋東口）「浅草雷門」バス停下車後、徒歩2分。
  - 「草41」（浅草寿町-足立梅田町）「浅草寿町」バス停下車後、徒歩2分。